# Saison 4 de Mad Men
Chronologie
Saison 3 Saison 5
Cet article présente la quatrième saison de la série télévisée américaine Mad Men.

## Distribution

### Acteurs principaux
- Jon Hamm (VF : Bruno Choël) : Don Draper (directeur de la création et associé principal)
- Elisabeth Moss (VF : Anne O'Dolan) : Peggy Olson (rédactrice)
- Vincent Kartheiser (VF : Yoann Sover) : Pete Campbell (associé et commercial)
- January Jones (VF : Nathalie Karsenti) : Betty Francis (9 épisodes)
- Christina Hendricks (VF : Marine Jolivet) : Joan Harris (responsable administrative, devient directrice des opérations de l'agence à l'épisode 13)
- Jared Harris (VF : Alain Choquet) : Lane Pryce (directeur financier et associé)
- Aaron Staton (VF : Sébastien Desjours) : Ken Cosgrove (commercial)
- Rich Sommer (en) (VF : Vincent Ribeiro) : Harry Crane (directeur du service médias et télévision)
- Kiernan Shipka (VF : Corinne Martin) : Sally Draper (8 épisodes)
- Robert Morse (VF : Michel Prud'homme) : Bert Cooper (associé principal)
- John Slattery (VF : Éric Legrand) : Roger Sterling (associé principal)

### Acteurs récurrents
- Cara Buono (VF : Barbara Beretta) : Faye Miller (10 épisodes)
- Jessica Paré (VF : Charlotte Marin) : Megan Calvet (9 épisodes)
- Christopher Stanley (en) (VF : Pierre Laurent) : Henry Francis (7 épisodes)
- Matt Long (VF : Nessym Guetat) : Joey Baird (7 épisodes)
- Jay R. Ferguson (VF : Jérôme Pauwels) : Stan Rizzo (directeur artistique) (6 épisodes)
- Randee Heller (VF : Catherine Collomb) : Ida Blankenship (6 épisodes)
- Alison Brie (VF : Natacha Muller) : Trudy Campbell (5 épisodes)
- Alexa Alemanni (VF : Pamela Ravassard) : Allison (4 épisodes)
- Zosia Mamet (VF : Charlyne Pestel) : Joyce Ramsay (4 épisodes)
- Kevin Rahm (VF : Pierre Tessier) : Ted Chaough (4 épisodes)
- Danny Strong (VF : Laurent Morteau) : Danny Siegel (4 épisodes)
- Anna Camp (VF : Karine Foviau) : Bethany Van Nuys (3 épisodes)
- Deborah Lacey (VF : Pascale Jacquemont) : Carla (3 épisodes)
- Joel Murray (VF : Guy Chapellier) : Freddy Rumsen (3 épisodes)
- Samuel Page (VF : Stéphane Miquel) : Greg Harris (3 épisodes)
- Marten Weiner (VF : Hervé Grull) : Glen Bishop (3 épisodes)
- Melinda Page Hamilton (VF : Sophie Froissard) : Anna Draper (2 épisodes)
- Peyton List (VF : Olivia Luccioni) : Jane Sterling (2 épisodes)
- Mark Moses (VF : Luc Bernard) : Herman "Duck" Phillips (2 épisodes)
- Darren Pettie (VF : Éric Aubrahn) : Lee Garner, Jr. (2 épisodes)
- Patrick Cavanaugh (VF : Gaël Zaks) : "Smitty" Smith (1 épisode)
- Rosemarie DeWitt (VF : Véronique Soufflet) : Midge Daniels (1 épisode)
- Anne Dudek (VF : Céline Ronté) : Francine Hanson (1 épisode)
- Myra Turley (VF : Marion Game) : Katherine Olson (1 épisode)
- Audrey Wasilewski (VF : Delphine Braillon) : Anita Olson Respola (1 épisode)

## Liste des épisodes
1. Relations publiques
2. Joyeuses fêtes
3. Résolutions
4. Les esseulés
5. Le chrysanthème et le sabre
6. La récompense
7. La valise
8. Été 65
9. The Beautiful Girls
10. À genoux
11. Grande nouvelle
12. No Smoking
13. Les beaux lendemains

### Épisode 1:Relations publiques
- États-Unis : 25 juillet 2010 sur AMC[1]
- France : 1er septembre 2011 sur Canal+
- Québec : 10 janvier 2012 sur Télé-Québec[2]
- Belgique : 26 février 2012 sur La Deux

- États-Unis : 2,92 millions de téléspectateurs[3]

### Épisode 2:Joyeuses fêtes
- États-Unis : 1er août 2010
- France : 8 septembre 2011
- Québec : 17 janvier 2012
- Belgique : 26 février 2012

- États-Unis : 2,47 millions de téléspectateurs[4]

### Épisode 3:Résolutions
- États-Unis : 8 août 2010
- France : 15 septembre 2011
- Québec : 24 janvier 2012
- Belgique : 4 mars 2012

- États-Unis : 2,22 millions de téléspectateurs[5]

### Épisode 4:Les Esseulés
- États-Unis : 15 août 2010
- France : 22 septembre 2011
- Québec : 31 janvier 2012
- Belgique : 4 mars 2012

- États-Unis : 2,05 millions de téléspectateurs[6]

### Épisode 5:Le Chrysanthème et le Sabre
- États-Unis : 22 août 2010
- France : 29 septembre 2011
- Québec : 7 février 2012

- États-Unis : 2,19 millions de téléspectateurs[7]

### Épisode 6:La Récompense
- États-Unis : 29 août 2010
- France : 6 octobre 2011
- Québec : 14 février 2012

- États-Unis : 2,04 millions de téléspectateurs[8]

### Épisode 7:La Valise
- États-Unis : 5 septembre 2010
- France : 13 octobre 2011
- Québec : 21 février 2012

- États-Unis : 2,17 millions de téléspectateurs[9]

### Épisode 8:Été 65
- États-Unis : 12 septembre 2010
- France : 20 octobre 2011
- Québec : 28 février 2012

- États-Unis : 2,31 millions de téléspectateurs[10]

### Épisode 9:The Beautiful Girls
- États-Unis : 19 septembre 2010
- France : 27 octobre 2011
- Québec : 6 mars 2012

- États-Unis : 2,29 millions de téléspectateurs[11]

### Épisode 10:À genoux
- États-Unis : 26 septembre 2010
- France : 3 novembre 2011
- Québec : 13 mars 2012

- États-Unis : 2,12 millions de téléspectateurs[12]

### Épisode 11:Grande nouvelle
- États-Unis : 3 octobre 2010
- France : 10 novembre 2011
- Québec : 20 mars 2012

- États-Unis : 2,06 millions de téléspectateurs[13]

### Épisode 12:No Smoking
- États-Unis : 10 octobre 2010
- France : 17 novembre 2011
- Québec : 27 mars 2012

- États-Unis : 2,23 millions de téléspectateurs[14]

### Épisode 13:Les Beaux Lendemains
- États-Unis : 17 octobre 2010
- France : 24 novembre 2011
- Québec : 3 avril 2012[15]

- États-Unis : 2,44 millions de téléspectateurs[16]